# ジーノ・ジロロモーニ
ジーノ・ジロロモーニ（英: Gino Girolomoni、1946年8月13日 - 2012年3月16日）は、「イタリア有機農業の先駆者」「イタリア有機農業の父」と称されるイタリアの農業家・政治家である。

## 概要
1946年にイタリアのマルケ州イゾラ・デル・ピアーノで自給自足の暮らしを送る農家の三人兄弟の長男として生まれた。
しかし、4歳の時に母親とともに牛の餌を探しに森に行った際に母親の足にトゲが刺さり、これが後に破傷風となり母親が死去してしまったことを機に、ジロロモーニは6歳の時にペーザロの寄宿舎に入ったものの、マルケ州の方言しか話せなかったために、高校まで辛い生活を送ったという。
その後、高校を卒業した後、オートバイ会社やスイスのスキー工場で働いたものの、いずれも長続きせず、22歳の時に祖母が病気になったのを機にイタリアに戻った際の故郷の風景を見てから化学肥料などによる生態系の変化を感じ取り、1971年（当時23歳)から33歳の時までイゾラ・デル・ピアーノの村長を務めると同時に、地域農業と伝統農法をそれぞれ再評価して現代農業に取り入れる取り組みに身を捧げた。
ジロロモーニは、オーガニックは必要不可欠な栽培方法で、命に対しての賛歌であるとイタリアで最初に主張したとされ、1974年から有機農業に取り組んだのち、1977年にジロロモーニは北イタリアのイゾラ・デル・ピアーノで仲間とともに、ヨーロッパ内でのオーガニック農法の先駆者にあたる有機農業で育てた小麦を取り扱った農業協同組合「アルチェネロ協同組合」を組織し、独自に厳密なオーガニック規定を制定した。
一説に彼が過疎化の激しかった農村の耕作が放棄されていた土地を使おうと協同組合を立ち上げたのは、農薬などの化学物質を農業に多用することに対しての安全性の懸念があったということと、国際競争力の弱かったイタリアの農業を環境親和性や健康などの付加価値を提供することで守ろうということが関係しているとも考えられている。
1975年以降、14世紀に建てられたモンテベッロ修道院で暮らし、3人の子供の父親として過ごした。
その後も、1986年にマルケ地方有機農業協同組合を設立したほか、1997年に地中海有機農業組合（Mediterranean Association、AMAB）を創設している。
1980年代にジロロモーニは養蜂共同組合「コナピ」の存在を知り、自身のアルチェネロ農業協同組合と1999年に統合し、2004年には生産部門と販売部門の意見を取り入れた組織改編を行った。
同氏は後に「ジロロモーニ」を創業し、現在もその製品のパッケージに彼の面影が残されており、日本では現在、創健社がジロロモーニのブランドを取り扱っている。
2011年9月に「食品と暮らしの安全」に「『発展』止める時代 いい食べ物で心身を健全に--イタリア有機農業の先駆者 ジーノ・ジロロモーニ氏」というタイトルで同氏に関する記事が掲載されている。
2012年3月16日、イタリアのペーサロウルビーノ県イゾラ・デル・ピアーノで心臓疾患で享年66歳で亡くなった。

## 書籍
- ジーノ・ジロロモーニ: 著、目時能理子: 訳『イタリア有機農業の魂は叫ぶ: 有機農業協同組合アルチェ・ネロからのメッセージ』原題: Coedizione con Alce Nero e fondazione luige michelett、2005年10月、家の光協会[15]